# Jim Capaldi
Nicola James (Jim) Capaldi (Evesham, 2 augustus 1944 – Londen, 28 januari 2005) was een Britse popmusicus en songwriter. Hij werd vooral bekend als drummer van de band Traffic en zijn sessiewerk met bekende musici, waaronder Jimi Hendrix, Eric Clapton en George Harrison. Zijn carrière duurde ruim veertig jaar.
Zijn doorbraak kwam toen hij samen met Steve Winwood de band Traffic oprichtte. Deze band was al snel van grote invloed in Groot-Brittannië en de Verenigde Staten. Capaldi en Winwood schreven samen vele hits voor de band, waaronder Paper Sun en John Barleycorn Must Die.
Na de Traffic-jaren begon hij een solocarrière, scoorde enige hits en deed veel sessiewerk. Er waren plannen om opnieuw op tournee te gaan met Traffic, maar Capaldi overleed op 60-jarige leeftijd aan de gevolgen van maagkanker.

## Soloalbums
- Oh How We Danced (1972)
- Whale Meat Again (1974)
- Short Cut Draw Blood (1975)
- Play It By Ear (1977)
- Daughter of the Night (1978)
- Contender (1978)
- Electric Nights (1979)
- Sweet Smell of ... Success (1980)
- Let The Thunder Cry (1981)
- Fierce Heart (1983)
- One Man Mission (1984)
- Some Come Running (1988)
- Prince of Darkness (1995)
- Let The Thunder Cry (1999)
- Living On The Outside (2001)
- Poor Boy Blue (2004)

## Discografie
| Single met eventuele hitnotering(en) in de Nederlandse Top 40 | Datum van verschijnen | Datum van binnenkomst | Hoogste positie | Aantal weken | Opmerkingen |
| ------------------------------------------------------------- | --------------------- | --------------------- | --------------- | ------------ | ----------- |
| Something so strong                                           | 1988                  | 26-11-1988            | 26              | 4            |             |